# Jazīreh-ye Mīānkāleh
Jazīreh-ye Mīānkāleh är en ö i Iran.   Den ligger i provinsen Mazandaran, i den norra delen av landet, 270 km nordost om huvudstaden Teheran.